# Luc Tardif senior
Luc Tardif senior (* 29. März 1953 in Trois-Rivières, Québec) ist ein ehemaliger kanadisch-französischer Eishockeyspieler und derzeitiger -funktionär. Seit 2006 ist er Präsident der neu gegründeten Fédération française de hockey sur glace und seit 2021 Präsident der Internationalen Eishockey Föderation. Sein Sohn Luc Tardif junior ist ebenfalls ein professioneller Eishockeyspieler.

## Karriere

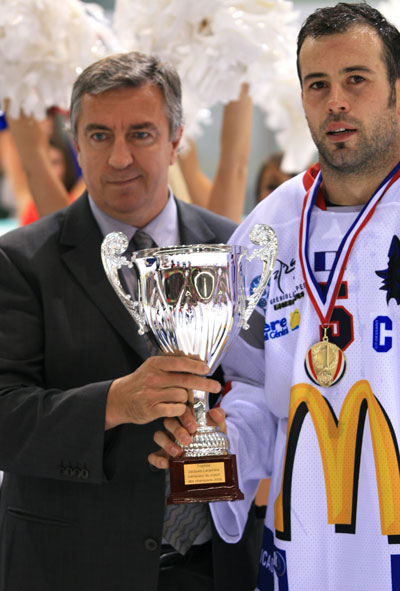
Tardif (links) bei der Verleihung der Trophée Lacarrière mit Baptiste Amar

Luc Tardif begann seine Karriere als Eishockeyspieler bei den Ducs de Trois-Rivières, für die er in der Saison 1972/73 in der kanadischen Juniorenliga Ligue de hockey junior majeur du Québec aktiv war. Anschließend pausierte der Angreifer mit dem Eishockey, um ein Studium an der Université du Québec à Trois-Rivières zu verfolgen, ehe er von 1975 bis 1977 für den Brussels Royal IHSC in der belgischen Eredivisie spielte. Mit dem Hauptstadtklub gewann er in beiden Jahren jeweils die Belgische Meisterschaft. Von 1978 bis 1983 trat der Kanadier mit französischem Pass für den Chamonix Hockey Club in der französischen Ligue Magnus an, mit dem er 1979 Französischer Meister, sowie 1980 Vizemeister wurde. Beim französischen Rekordmeister entwickelte sich Tardif zu einem der besten Stürmer der Liga und erhielt vier Mal (1979, 1980, 1981 und 1983) die Trophée Charles Ramsey als ligaweiter Topscorer.
Von 1985 bis 1988 spielte Tardif für Rouen Hockey Élite 76 in der Ligue Magnus. Nach einer Spielzeit beim Hockey Club de Caen in der zweitklassigen Division 1, kehrte er für die Saison 1989/90 nach Rouen zurück und wurde zum zweiten und letzten Mal in seiner Laufbahn Französischer Meister. Im Anschluss an diesen Erfolg beendete er seine Karriere im Alter von 37 Jahren.
Im Jahr 2006 wurde er der erste Präsident der neu gegründeten Fédération française de hockey sur glace, für die er seither in dieser Position tätig ist. Im Jahr 2012 wurde er in das IIHF-Council berufen und war dort als Schatzmeister des Eishockey-Weltverbandes  tätig. 2021 kandidierte Tardif als Präsident des Eishockeyweltverbandes und setzte sich beim IIHF-Kongress im September 2021 im vierten Wahlgang mit 67 zu 39 Stimmen gegen den Deutschen Franz Reindl durch. Er beerbte damit den Schweizer René Fasel, der seit 1994 diese Position innegehabt hatte.

## Erfolge und Auszeichnungen
| - 1976 Belgischer Meister mit dem Brussels Royal IHSC - 1977 Belgischer Meister mit dem Brussels Royal IHSC - 1979 Französischer Meister mit dem Chamonix Hockey Club - 1979 Trophée Charles Ramsey - 1980 Französischer Vizemeister mit dem Chamonix Hockey Club | - 1980 Trophée Charles Ramsey - 1981 Trophée Charles Ramsey - 1983 Trophée Charles Ramsey - 1990 Französischer Meister mit Rouen Hockey Élite 76 |